# Regenbogenfraktion (1989–1994)
Die Regenbogenfraktion im Europäischen Parlament (engl. Rainbow Group, RBW) war eine regionalistische Fraktion im Europäischen Parlament zwischen 1989 und 1994.
Bereits nach der Europawahl 1984 war eine Regenbogenfraktion gegründet worden, in der sich die grünen und die in der Europäischen Freien Allianz (EFA) zusammengeschlossenen regionalistischen Parteien zusammenfanden. Aus der Europawahl 1989 waren sowohl EFA als auch die grünen Parteien gestärkt hervorgegangen, so dass die grünen Parteien eine eigene Fraktion unter dem Namen Fraktion DIE GRÜNEN im Europäischen Parlament gründeten.
Der neuen Regenbogenfraktion gehörten fast nur noch Abgeordnete der EFA an.
Vorsitzende der Fraktion waren Birgit Bjørnvig (FolkB) und Jaak Vandemeulebroucke (VU).
Bei der Europawahl 1994 konnte die EFA nur noch vier Mandate erreichen, die nicht für eine eigene Fraktion reichten (wobei die Mitgliedschaft der Lega Nord, die 5 Sitze erreicht hatte, suspendiert wurde). Die verbliebenen Mitglieder bildeten mit einigen radikalliberalen Parteien die neue Fraktion der Radikalen Europäischen Allianz.

## Mitglieder
| Land                              | Partei                            | Sitze | Mitglieder                                                                              |
| --------------------------------- | --------------------------------- | ----- | --------------------------------------------------------------------------------------- |
| Belgien Flandern                  | Volksunie                         | 1     | Jaak Vandemeulebroucke                                                                  |
| Dänemark                          | Folkebevægelsen mod EF 2          | 4     | Jens-Peter Bonde, Ulla Sandbæk, Birgit Bjørnvig, Ib Christensen                         |
| Deutschland                       | parteilos 3                       | 1     | Dorothee Piermont (ab 25. September 1989)                                               |
| Frankreich Korsika                | Unione di u Populu Corsu 1        | 1     | Max Simeoni                                                                             |
| Irland                            | Independent Fianna Fáil           | 1     | Neil Blaney                                                                             |
| Italien Lombardei                 | Lega Nord 5                       | 2     | Francesco Speroni, Luigi Moretti (beide bis 20. April 1994)                             |
| Italien Sardinien                 | Partito Sardo d’Azione            | 1     | Mario Melis                                                                             |
| Portugal                          | Partido Renovador Democrático     | 1     | Pedro Manuel Canavarro 4 (ab 6. Dezember 1990)                                          |
| Spanien Andalusien                | Partido Andalucista               | 1     | Pedro Pacheco Herrera (bis 18. Juli 1990), Diego de los Santos López (ab 30. Juli 1990) |
| Spanien Kanarische Inseln         | Coalición Canaria                 | 1     | Isidoro Sánchez García (9. Juli 1992 – 14. Juli 1993)                                   |
| Spanien Galicien                  | Coalición Galega                  | 1     | José Domingo Posada Gonzalez (ab 15. Juli 1993)                                         |
| Spanien Katalonien                | Esquerra Republicana de Catalunya | 1     | Heribert Barrera (ab 21. März 1991)                                                     |
| Spanien Baskenland                | Eusko Alkartasuna                 | 1     | Carlos Garaikoetxea (bis 14. März 1991)                                                 |
| Vereinigtes Königreich Schottland | Scottish National Party           | 1     | Winnie Ewing                                                                            |

Mitgliedsparteien der EFA sind heller unterlegt.